# José Lopes de Sousa
José Lopes de Sousa est un officier supérieur et un stratège portugais, actif pendant la guerre péninsulaire du Portugal. Alors qu'il est colonel, il est le principal meneur de la révolte d'Olhão en juin 1808 dans l'Algarve, qui aboutit à la reprise de Faro le 19 juin et au retrait de l'armée française de la province le 23 juin. En récompense pour son action, il est promu maréchal-de-camp le 2 octobre 1808. Quand arrive la fin de la guerre, le 12 octobre 1815, il devient lieutenant-général, le plus haut grade pour un officier de l'armée portugaise.

## Meneur de la révolte d'Olhão
Au moment de la première invasion française du Portugal, le colonel José Lopes de Sousa est gouverneur de Vila Real de Santo António. Lorsque Junot dissout et désarme l'armée portugaise en janvier 1808, il préfère quitter son poste plutôt que de servir l'ennemi dans la nouvelle Légion portugaise napoléonienne. Patriote convaincu, il s'installe alors à Olhão, une ville portuaire de l'Algarve réputée pour son indépendance. Là, du 16 au 19 juin 1808, coupant court aux provocations des Français, il parvient à soulever la population, qui le nomme chef, s'arme et entre en révolte. Pendant trois jours, en dépit de la faiblesse des moyens dont il dispose et de l'inexpérience de ses troupes, Lopes de Sousa organise la résistance, dirige les hommes, obtient des armes auprès des autorités espagnoles d'Ayamonte avec l'aide du capitaine Sebastião Martins Mestre. Déployant une intense activité militaire et administrative, il s'empare d'embarcations françaises, met les contingents français en échec à plusieurs reprises, fait face à une contre-offensive ennemie sur le pont de Quelfes, organise la surveillance du détroit et des terres environnants par des hommes en armes. Au terme de son action, le 19 juin, la ville d'Olhão est libérée, la révolte s'étend à Faro et Tavira. Le 23 juin, les Français décident de se retirer de l'Algarve.

## Hommages
Une rue a été nommée en son honneur à Olhão, dans le district de Faro. Il est en outre le personnage principal d'un grand panneau d'azulejos placé en bord de mer à Olhão représentant le début de la révolte.